# ラスアニマス郡
座標: 北緯37度32分 西経104度04分 / 北緯37.533度 西経104.067度
ラスアニマス郡（英: Las Animas County）は、アメリカ合衆国のコロラド州で一番広い郡。人口は1万4555人（2020年） 。郡庁所在地はトリニダード。
ラスアニマス郡という名はアニマス川のメキシカン・スペイン語での呼び名、リオ・デ・ラス・アニマス・ペルディダス（Río de las Ánimas Perdidas、魂を失った川の意）からとられた。

## 地理
アメリカ合衆国国勢調査局によると、この郡は総面積12,368 km2 (4,775 mi2) である。このうち12,361 km2 (4,773 mi2)が陸地で、7 km2 (3 mi2) が海や湖などの水域である。総面積のうち0.06%が水域となっている。

### 隣接する郡
- オテロ郡（北）
- プエブロ郡（北）
- ベント郡（北東）
- バカ郡（東）
- ユニオン郡 (ニューメキシコ州)（南）
- コルファクス郡 (ニューメキシコ州)（南西）
- コスティラ郡（西）
- ヒューファノ郡（北西）

## 人口動静

2000年の時点での郡の人口ピラミッド

2000年国勢調査によると、ラスアニマス郡には15,207人、6,173世帯、及び4,092家族が暮らしている。人口密度は1/km2 (3/mi2) で、1/km2 (2/mi2) の平均的な密度に7,629軒の住居が建っている。この郡の人種の構成は白人82.63%、黒人（アフリカ系アメリカ人）0.39%、先住民2.54%、アジア系0.37%、太平洋諸島系0.20%、その他の人種10.03%、及び混血3.83%で、41.45%の人々がヒスパニックまたはラテン系である。
ラスアニマス郡に住む6,173世帯のうち、28.80%は18歳未満の子どもと暮らしており、49.90%は夫婦で生活している。11.60%は未婚の女性が世帯主であり、33.70%は家族以外の住人と同居している。29.70%は独居で、全世帯の14.30%は65歳以上の独居老人世帯である。1世帯あたりの平均人数は2.40人であり、家庭の場合は2.97人である。
郡の住民は24.20%が18歳未満の子どもで、18歳以上24歳以下が7.90%、25歳以上44歳以下が24.00%、45歳以上64歳以下が25.90%、および65歳以上が18.00%となっている。平均年齢は41歳である。女性100人ごとに対して男性は95.80人いて、18歳以上の女性100人ごとに対して男性は93.70人いる。
郡の世帯ごとの平均収入は28,273米ドルで、家族ごとでは34,072米ドルである。男性の27,182米ドルに対して女性は20,891米ドルの平均的な収入がある。この郡の一人当たりの収入 (per capita income) は16,829米ドルである。総人口の17.30%、家族の14.00%は貧困線以下である。18歳未満の子どもの20.00%及び65歳以上の17.20%は貧困線以下の生活を送っている。

## 都市および町
- トリニダード（郡庁所在地）
- アギラール (en:Aguilar, Colorado)
- ボンカーボ (en:Boncarbo, Colorado)
- ブランソン (en:Branson, Colorado)
- コークデール (en:Cokedale, Colorado)
- デリー (en:Delhi, Colorado)
- ホン (en:Hoehne, Colorado)
- ジャンセン (en:Jansen, Colorado)
- キム (en:Kim, Colorado)
- ラドロー (en:Ludlow, Colorado)
- モデル (en:Model, Colorado)
- セグンド (en:Segundo, Colorado)
- ソプリス (en:Sopris, Colorado)
- スタークヴィル (en:Starkville, Colorado)
- サッチャー (en:Thatcher, Colorado)
- トリンチェラ (en:Trinchera, Colorado)
- タイロン (en:Tyrone, Colorado)
- ヴィルグリーン (en:Villegreen, Colorado)
- ウェストン (en:Weston, Colorado)

## 国立・州立地域

### 保護地域
- コマンチェ国立草原
- サン・イサベル国有林
- スパニッシュ・ピークス高原
- トリニダード湖州立公園

### 歴史街道およびランドマーク
- ラトン峠国定歴史ランドマーク
- サンタフェ国指定歴史街道
- トリニダード州立歴史博物館

### シーニック・バイウェイ
- ハイウェイ・オブ・レジェンズ・シーニック・ハイウェイ
- サンタ・フェ・トレイル国立シーニック・ハイウェイ